# Hỗn hống

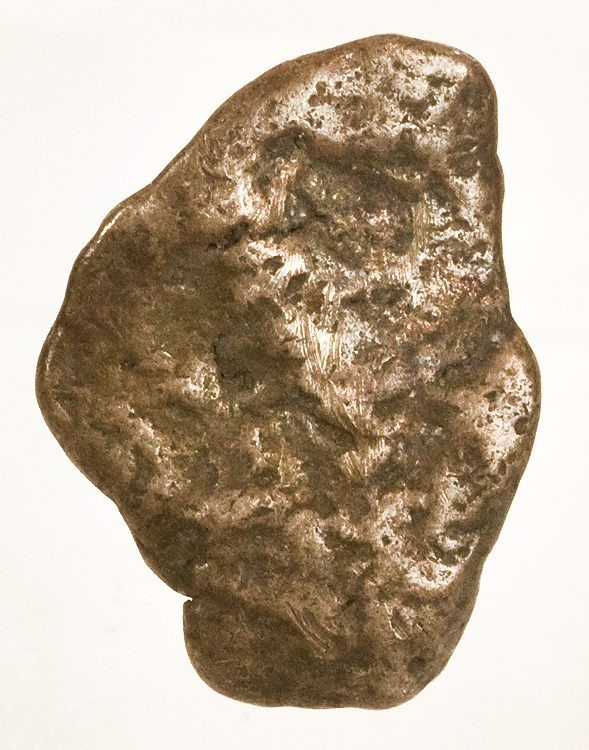
Một quặng hỗn hống giữa bạc và thủy ngân.

Hỗn hống là hợp kim của thủy ngân với các kim loại khác, như hỗn hống các kim loại kiềm, kim loại kiềm thổ, kẽm, cadmi, antimon, nhôm, thiếc, đồng, chì, bismuth, vàng...
Hỗn hống có thể thu được bằng cách cho tác dụng trực tiếp của các kim loại này với thủy ngân, hoặc bằng điện phân các muối kim loại sử dụng một cathode thủy ngân hoặc điện phân một muối thủy ngân (mà cathode là kim loại).
Các hỗn hống thu được bằng điện phân và chưng cất ở nhiệt độ thấp được sử dụng điều chế kim loại tự cháy có hoạt tính hơn so với các loại này được điều chế ở nhiệt độ cao. Chúng được sử dụng trong luyện kim các kim loại quý.

## Hỗn hống kim loại kiềm
Phân hủy nước, tạo ra nhiệt ít hơn các kim loại dạng tinh khiết. Vì vậy chúng là tác nhân khử hoạt động mạnh hơn so với nước loại khác. Hỗn hống natri được sử dụng trong điều chế hydro.

## Hỗn hống nhôm
Được sử dụng làm tác nhân khử trong tổng hợp hữu cơ.

## Hỗn hống đồng
Có chứa một lượng nhỏ chất bổ sung là thiếc. Được sử dụng trong nha khoa, hỗn hống đồng là một loại xi măng kim loại, trở nên mềm khi làm nóng, rất tiện lợi cho đúc và sửa chữa các đồ sứ.

## Hỗn hống kẽm
Được sử dụng trong pin, acquy để chống lại sự ăn mòn.

## Hỗn hống cadmi
Được sử dụng trong nha khoa và để sản xuất sợi wolfram từ kim loại kết dính.

## Hỗn hống antimon - thiếc
Được sử dụng làm vữa màu đồng thau.